# Gran Premio d'Austria 1971
Il Gran Premio d'Austria 1971, IX Großer Preis von Österreich,  e ottava gara del campionato di Formula 1 del 1971, si è svolto il 15 agosto sul circuito dell’Österreichring ed è stato vinto dallo svizzero Jo Siffert su BRM. Siffert ha preceduto il brasiliano Emerson Fittipaldi su Lotus-Ford Cosworth e l'australiano Tim Schenken su Brabham-Ford Cosworth.

## Qualifiche
| Pos | No | Pilota             | Costruttore      | Squadra                           | Tempo   | Gap   |
| --- | -- | ------------------ | ---------------- | --------------------------------- | ------- | ----- |
| 1   | 14 | Jo Siffert         | BRM              | Yardley Team BRM                  | 1:37.44 |       |
| 2   | 11 | Jackie Stewart     | Tyrrell-Ford     | Elf Team Tyrrell                  | 1:37.65 | +0.21 |
| 3   | 12 | François Cevert    | Tyrrell-Ford     | Elf Team Tyrrell                  | 1:37.86 | +0.42 |
| 4   | 5  | Clay Regazzoni     | Ferrari          | Scuderia Ferrari SpA SEFAC        | 1:37.90 | +0.46 |
| 5   | 2  | Emerson Fittipaldi | Lotus-Ford       | Gold Leaf Team Lotus              | 1:37.90 | +0.46 |
| 6   | 4  | Jacky Ickx         | Ferrari          | Scuderia Ferrari SpA SEFAC        | 1:38.27 | +0.83 |
| 7   | 8  | Tim Schenken       | Brabham-Ford     | Motor Racing Developments Ltd     | 1:38.64 | +1.20 |
| 8   | 7  | Graham Hill        | Brabham-Ford     | Motor Racing Developments Ltd     | 1:38.70 | +1.26 |
| 9   | 9  | Denny Hulme        | McLaren-Ford     | Bruce McLaren Motor Racing        | 1:38.88 | +1.44 |
| 10  | 3  | Reine Wisell       | Lotus-Ford       | Gold Leaf Team Lotus              | 1:38.95 | +1.51 |
| 11  | 17 | Ronnie Peterson    | March-Ford       | STP March Racing Team             | 1:39.01 | +1.57 |
| 12  | 24 | Rolf Stommelen     | Surtees-Ford     | Auto Motor Und Sport Team Surtees | 1:39.08 | +1.64 |
| 13  | 25 | Henri Pescarolo    | March-Ford       | Frank Williams Racing Cars        | 1:39.09 | +1.65 |
| 14  | 15 | Howden Ganley      | BRM              | Yardley Team BRM                  | 1:39.46 | +2.02 |
| 15  | 19 | Nanni Galli        | March-Alfa Romeo | STP March Racing Team             | 1:39.54 | +2.10 |
| 16  | 23 | Peter Gethin       | BRM              | Yardley Team BRM                  | 1:39.67 | +2.23 |
| 17  | 16 | Helmut Marko       | BRM              | Yardley Team BRM                  | 1:39.80 | +2.36 |
| 18  | 22 | John Surtees       | Surtees-Ford     | Brooke Bond Oxo Team Surtees      | 1:40.37 | +2.93 |
| 19  | 27 | Mike Beuttler      | March-Ford       | Clarke-Mordaunt-Guthrie Racing    | 1:41.46 | +4.02 |
| 20  | 28 | Jo Bonnier         | McLaren-Ford     | Ecurie Bonnier                    | 1:41.66 | +4.22 |
| 21  | 26 | Niki Lauda         | March-Ford       | STP March Racing Team             | 1:43.68 | +6.24 |
| 22  | 10 | Jackie Oliver      | McLaren-Ford     | Bruce McLaren Motor Racing        | 1:44.22 | +6.78 |

## Gara
| Pos | No | Pilota             | Costruttore      | Giri | Tempo/Ritiro       | Pos. Griglia | Punti |
| --- | -- | ------------------ | ---------------- | ---- | ------------------ | ------------ | ----- |
| 1   | 14 | Jo Siffert         | BRM              | 54   | 1:30:23.91         | 1            | 9     |
| 2   | 2  | Emerson Fittipaldi | Lotus-Ford       | 54   | + 4.12             | 5            | 6     |
| 3   | 8  | Tim Schenken       | Brabham-Ford     | 54   | + 19.77            | 7            | 4     |
| 4   | 3  | Reine Wisell       | Lotus-Ford       | 54   | + 31.87            | 10           | 3     |
| 5   | 7  | Graham Hill        | Brabham-Ford     | 54   | + 48.43            | 8            | 2     |
| 6   | 25 | Henri Pescarolo    | March-Ford       | 54   | + 1:24.51          | 13           | 1     |
| 7   | 24 | Rolf Stommelen     | Surtees-Ford     | 54   | + 1:37.42          | 12           |       |
| 8   | 17 | Ronnie Peterson    | March-Ford       | 53   | +1 Giro            | 11           |       |
| 9   | 10 | Jackie Oliver      | McLaren-Ford     | 53   | +1 Giro            | 22           |       |
| 10  | 23 | Peter Gethin       | BRM              | 52   | +2 Giri            | 16           |       |
| 11  | 16 | Helmut Marko       | BRM              | 52   | +2 Giri            | 17           |       |
| 12  | 19 | Nanni Galli        | March-Alfa Romeo | 51   | +3 Giri            | 15           |       |
| NC  | 27 | Mike Beuttler      | March-Ford       | 47   | Non Classificato   | 19           |       |
| Ret | 12 | François Cevert    | Tyrrell-Ford     | 42   | Motore             | 3            |       |
| Ret | 11 | Jackie Stewart     | Tyrrell-Ford     | 35   | Trasmissione       | 2            |       |
| Ret | 4  | Jacky Ickx         | Ferrari          | 31   | Motore             | 6            |       |
| Ret | 26 | Niki Lauda         | March-Ford       | 20   | Tenuta di strada   | 21           |       |
| Ret | 22 | John Surtees       | Surtees-Ford     | 12   | Motore             | 18           |       |
| Ret | 5  | Clay Regazzoni     | Ferrari          | 8    | Motore             | 4            |       |
| Ret | 15 | Howden Ganley      | BRM              | 5    | Iniezione          | 14           |       |
| Ret | 9  | Denny Hulme        | McLaren-Ford     | 4    | Motore             | 9            |       |
| DNS | 28 | Jo Bonnier         | McLaren-Ford     | 0    | Perdita di benzina | 20           |       |

## Statistiche
Piloti
- 2º titolo mondiale per Jackie Stewart
- 2ª e ultima vittoria per Jo Siffert
- 2ª e ultima pole position per Jo Siffert
- 1° e unico podio per Tim Schenken
- 4º e ultimo giro più veloce per Jo Siffert
- 1º Gran Premio per Niki Lauda

Costruttori
- 15° vittoria per la BRM
- 10ª pole position per la BRM

Motori
- 16ª vittoria per il motore BRM
- 10ª pole position per il motore BRM

Giri al comando
- Jo Siffert (1-54)

## Classifiche

### Piloti
| Pos. | Pilota               | Punti |
| ---- | -------------------- | ----- |
| 1    | Jackie Stewart       | 51    |
| 2    | Jacky Ickx           | 19    |
| 3    | Ronnie Peterson      | 17    |
| 4    | Emerson Fittipaldi   | 16    |
| 5    | Jo Siffert           | 13    |
| 6    | Mario Andretti       | 12    |
| 7    | François Cevert      | 12    |
| 8    | Clay Regazzoni       | 12    |
| 9    | Pedro Rodríguez      | 9     |
| 10   | Chris Amon           | 8     |
| 11   | Reine Wisell         | 7     |
| 12   | Denny Hulme          | 6     |
| 13   | Tim Schenken         | 5     |
| 14   | Henri Pescarolo      | 4     |
| 15   | John Surtees         | 3     |
| 16   | Rolf Stommelen       | 3     |
| 17   | Graham Hill          | 2     |
| 18   | Jean-Pierre Beltoise | 1     |

### Costruttori
| Pos. | Team         | Punti |
| ---- | ------------ | ----- |
| 1    | Tyrrell-Ford | 51    |
| 2    | Ferrari      | 32    |
| 3    | BRM          | 21    |
| 4    | Lotus-Ford   | 19    |
| 5    | March-Ford   | 18    |
| 6    | Matra        | 8     |
| 7    | McLaren-Ford | 6     |
| 8    | Surtees-Ford | 5     |
| 9    | Brabham-Ford | 5     |